# Louis Squinas Ranch Indian Reserve 14
Louis Squinas Ranch Indian Reserve 14 är ett reservat i Kanada.   Det ligger i provinsen British Columbia, i den sydvästra delen av landet, 3 600 km väster om huvudstaden Ottawa. Louis Squinas Ranch Indian Reserve 14 ligger vid sjön Abuntlet Lake.
I omgivningarna runt Louis Squinas Ranch Indian Reserve 14 växer i huvudsak barrskog. Trakten runt Louis Squinas Ranch Indian Reserve 14 är nära nog obefolkad, med mindre än två invånare per kvadratkilometer.